# Suzuki DR-Z 400

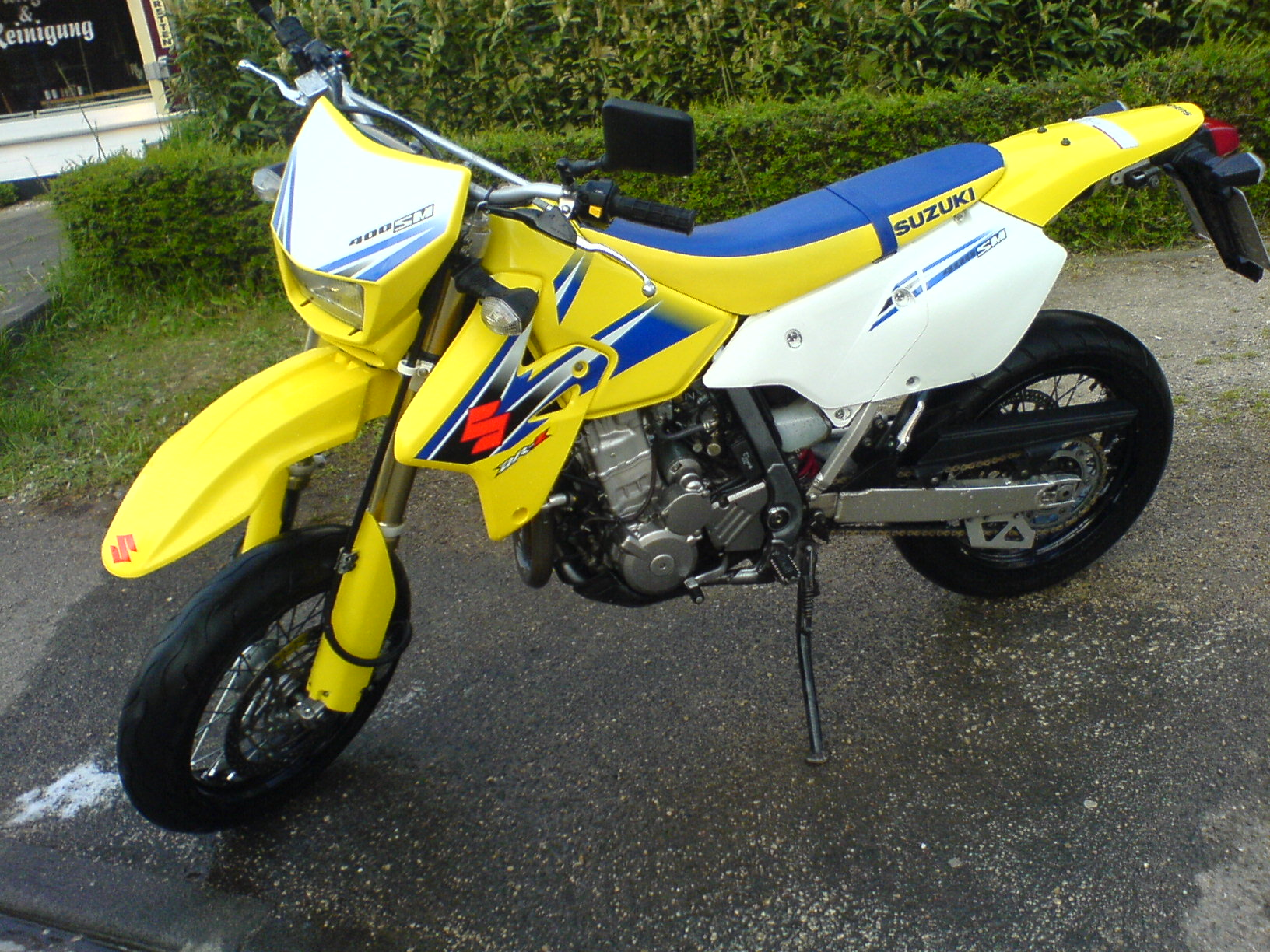
DR-Z 400 SM (Modell 2006)

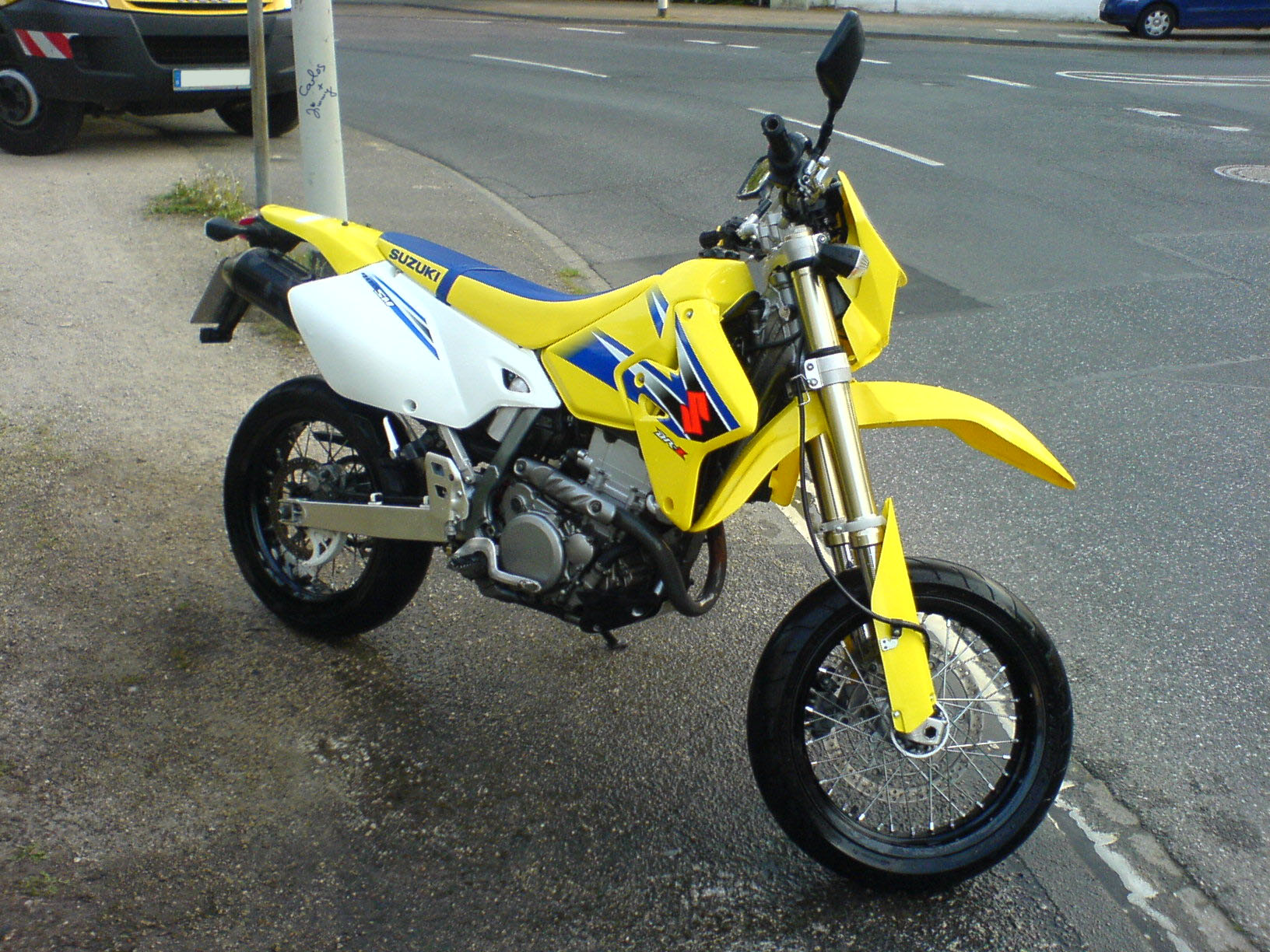
DR-Z 400 SM (Modell 2006)

Die Suzuki DR-Z 400 ist ein Motorrad der japanischen Firma Suzuki, das in vier verschiedenen Ausführungen gebaut wurde.
- DR-Z 400 SM (Supermoto)
- DR-Z 400 S (Straßen-Enduro)
- DR-Z 400 E (Wettbewerbsenduro)
- DR-Z 400 Y (Wettbewerbsenduro nur Kickstarter, 49 PS Leistung, Fahrwerk der RM 250)

Die DR-Z 400 SM (Supermoto-Ausführung) und die DR-Z 400 S (Enduro-Ausführung) verfügen über einen wassergekühlten Einzylinder-Viertaktmotor mit 398 cm³ Hubraum, der bei 7.600 min−1 eine Leistung von 29 kW / 40 PS erbringt. Die Höchstgeschwindigkeit beträgt rund 151 km/h. Die Wettbewerbsenduro DR-Z 400 E hat einen Motor mit 50 PS.

## DR-Z400SM  und DR-Z400S
Die DR-Z 400 SM ist 2,22 m lang und wiegt 134 kg (Trockengewicht), das zulässige Gesamtgewicht liegt bei 335 Kilogramm. Der Verkauf wurde 2008 eingestellt. Die Abgaswerte entsprechen nicht der Euro-3-Abgasnorm. Die DR-Z 400 S ist 2,31 m lang und wiegt 132 kg (Trockengewicht), das zulässige Gesamtgewicht liegt bei 335 kg. Erstmals erhältlich war die DR-Z 400 S im Jahr 2000. Seither wurden nur geringe Änderungen vorgenommen. Das Fahrwerk wurde später verbessert, man übernahm es von dem Wettbewerbsmodell, der DR-Z 400 E. Ein Schwachpunkt am DRZ-Motor war offenbar der Steuerkettenspanner, dieser wurde 2003 überarbeitet. Die letzte große Änderung war der Endschalldämpfer mit Katalysator aufgrund veränderter Abgasvorschriften.

### Technische Daten

#### Triebwerk
- Bauart: Einzylinder-Viertaktmotor
- Kühlung: wassergekühlt
- Abgasreinigung: Katalysator und Suzuki Pair-System (bei den neueren Baujahren)
- Hubraum: 398 cm³
- Bohrung × Hub: 90 × 62,6 mm
- Verdichtung: 11,3 : 1
- Leistung: 29,4 kW (39 PS) bei 7.600 min-1
- Drehmoment: 39,2 Nm bei 6.600 min-1
- Vergaser: Mikuni BSR 36
- Ventilsteuerung: DOHC
- Ventile: 4
- Starter: Elektro

#### Kraftübertragung
- Getriebe: 5-Gang
- Kupplung: Mehrscheiben im Ölbad (Seilzug)
- Antrieb: O-Ring-Kette
- Höchstgeschwindigkeit: ~151 km/h

#### Elektrik
- Zündung: DC-CDI, digital
- Drehstromgenerator: 175 W
- Batterie: 12 V/6,5 Ah

#### Abmessungen DR-Z400S
- Gesamtlänge: 2.310 mm
- Gesamtbreite: 875 mm
- Gesamthöhe: 1.230 mm
- Radstand: 1.485 mm
- Sitzhöhe: 935 mm
- Trockengewicht: 132 kg
- Zulässiges Gesamtgewicht: 335 kg
- Tankinhalt inkl. Reserve: 10 l
- Farben: Gelb, Schwarz, Blau

#### Abmessungen DR-Z400SM
- Gesamtlänge: 2.220 mm
- Gesamtbreite: 870 mm
- Gesamthöhe: 1.185 mm
- Radstand: 1.460 mm
- Sitzhöhe: 890 mm
- Trockengewicht: 134 kg
- Zulässiges Gesamtgewicht: 335 kg
- Tankinhalt inkl. Reserve: 10 l
- Farben: Gelb, Schwarz, Blau

#### Fahrwerk DR-Z400SM
- Rahmen: Doppelschleifen-Rohrrahmen, Cr-Mo-Stahl, Alu-Heck
- Vorderradaufhängung: Upside-down Gabel Ø 47 mm, Zug- und Druckstufe einstellbar
- Hinterradaufhängung: Alu-Kastenschwinge mit Zentralfederbein, voll einstellbar
- Federweg vorn: 260 mm
- Federweg hinten: 276 mm
- Bremsanlage vorn: Scheibe Ø 310 mm
- Bremsanlage hinten: Scheibe Ø 240 mm
- Bereifung vorn: 120/70-17
- Bereifung hinten: 140/70-17

#### Fahrwerk DR-Z400S
- Rahmen: Doppelschleifen-Rohrrahmen, Cr-Mo-Stahl, Aluminiumheck
- Vorderradaufhängung: Teleskopgabel Ø 47 mm, Zug- und Druckstufe einstellbar
- Hinterradaufhängung: Alu-Kastenschwinge mit Zentralfederbein, voll einstellbar
- Federweg vorn: 288 mm
- Federweg hinten: 295 mm
- Bremsanlage vorn: Scheibe Ø 250 mm
- Bremsanlage hinten: Scheibe Ø 220 mm
- Bereifung vorn: 80/100-21
- Bereifung hinten: 120/90-18